# Wenigentaft
Wenigentaft ist ein Ortsteil der thüringischen Gemeinde Buttlar im Wartburgkreis, direkt an der Grenze zu Hessen gelegen.

## Lage
Wenigentaft liegt an der Ulster in der Kuppenrhön. Zwischen 1945 und 1990 verlief die innerdeutsche Grenze unmittelbar nördlich, westlich und südlich des Ortes. Die geographische Höhe des Ortes beträgt 256 m ü. NN.
Durch die Gemarkung fließen die Ulster-Zuflüsse Taft und Mansbach.

## Geschichte
Wenigentaft wurde 815 erstmals erwähnt. Es gehörte im HRR zum Gericht Mansbach. Im Ort wohnten jedoch nicht nur Mansbachsche bzw. Geysosche Untertanen aber auch Untertanen des Hochstiftes Fulda. Im Reichsdeputationshauptschluss wurde der Ort Teil des Fürstentums Nassau-Oranien-Fulda. Mit der Gründung des Rheinbundes wurde es 1806 Teil des Königreichs Westphalen und war dort dem Departement der Werra bzw. dem Kanton Landeck im Distrikt Hersfeld zugeordnet. Nach den Bestimmungen des Wiener Kongresses wurde Wenigentaft im Jahr 1816 an das Großherzogtum Sachsen-Weimar-Eisenach abgetreten und dem benachbarten Amt Geisa angegliedert. Seit 1920 gehörte Wenigentaft zum Freistaat Thüringen. 1930 wurde eine Kirche an Stelle des abgebrochenen Vorgängers erbaut.
Infolge der deutschen Teilung nach dem Zweiten Weltkrieg befand sich Wenigentaft bis 1990 im 500-m-Schutzstreifen des Sperrgebietes im Grenzgebiet der DDR zur BRD. Hierdurch wurde der Ort von seinem hessischen Umland abgeschnitten. Die durch den Ort verlaufenden Eisenbahnstrecken wurden stillgelegt, die Ziegelei, in der bis 1945 vor allem Ton aus den hessischen Nachbarorten – mittels Seilbahn transportiert – verarbeitet wurde, abgerissen. An die industrielle Vergangenheit erinnert seit 2021 der Wanderweg "Alter Ziegeleiweg".
Die Eingemeindung von Wenigentaft nach Buttlar erfolgte zum 25. März 1994.

## Verkehr

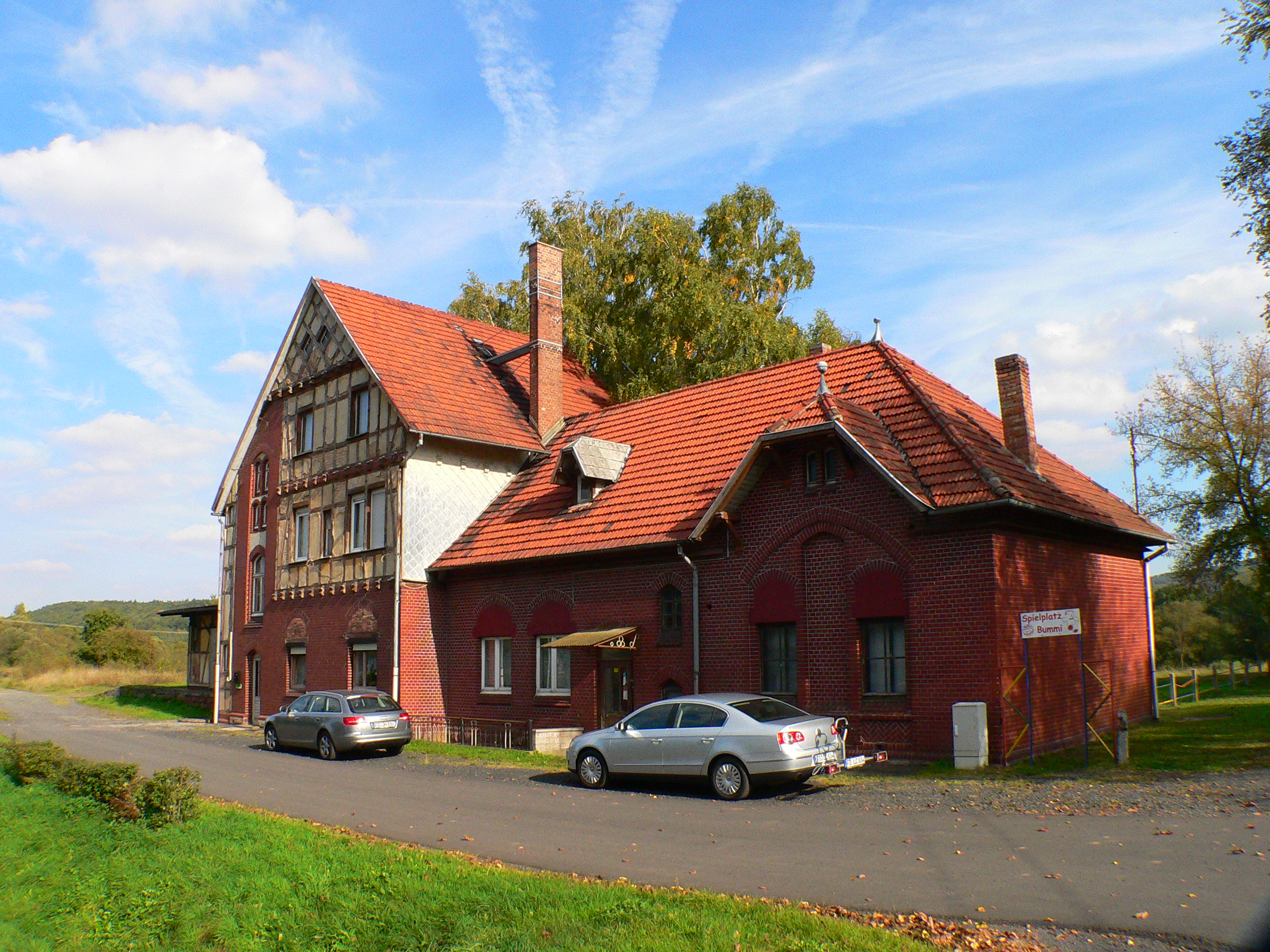
Bahnhofsgebäude Wenigentaft-Mansbach

Von 1906 bis zur deutschen Teilung war Wenigentaft ein Eisenbahnknotenpunkt. Im Bahnhof Wenigentaft-Mansbach traf die Ulstertalbahn, welche vom Werratal in die Hohe Rhön führte, auf die Bahnstrecke Hünfeld–Wenigentaft-Mansbach und die nach Osten führende Wenigentaft-Oechsener Eisenbahn. Somit bestand bis 1945 eine Bahnverbindung nach Gerstungen (Thüringer Bahn) und Bad Salzungen (Werrabahn) im Norden, Oechsen im Osten, Hünfeld (Nord-Süd-Strecke) und Fulda im Westen sowie Tann und Hilders im Süden. Nach 1945 teilte die innerdeutsche Grenze den Bahnhof. Bis 1952 wurden infolge der Grenzlage alle Strecken stillgelegt und die Gleisanlagen 1953 demontiert, so dass das Dorf heute nur noch über die Kreisstraße 102a von Buttlar nach Hohenroda erreichbar ist. Auf den ehemaligen Bahntrassen verlaufen heute Abschnitte des Ulsterradweges und des Kegelspiel-Radweges.